# Störtebekerweg
Störtebekerweg ist der Name eines regionalen Wanderwegs des Wiehengebirgsverbandes Weser-Ems. Der Weg ist 185 Kilometer lang und führt von Leer an der Ems nach Wilhelmshaven am Jadebusen.

## Streckenführung
Der Störtebekerweg beginnt in der ostfriesischen Stadt Leer am Bahnhof und führt durch Emden bis an die Mündung der Ems. Die weitere Wegführung an der Nordsee entlang auf, vor oder hinter dem Deich ist nicht markiert, da hier ein Verlaufen nicht möglich ist. Am Strand vom Badeort Schillig führt die Strecke südwärts in Richtung Wilhelmshaven, wo die Strecke im Alten Hafen endet.
Die Strecke ist flach und in acht bis zehn Tagesetappen gut zu bewältigen. Markiert ist der Weg mit einem weißen „S“ auf schwarzem Hintergrund.